# Colin Ridgeway
Colin Ridgeway (Colin Edwin Ridgeway, später Ridgway; * 19. Februar 1939 in Melbourne; † 13. Mai 1993 in Dallas) war ein australischer Hochspringer und American-Football-Spieler.
Bei den Olympischen Spielen 1956 in Melbourne wurde er Siebter, und bei den British Empire and Commonwealth Games 1958 schied er in der Qualifikation aus.
Seine persönliche Bestleistung von 2,146 m stellte er am 10. März 1962 in Laredo auf.
1965 wurde er von den Dallas Cowboys als Punter verpflichtet und war somit der erste Australier in der National Football League.
Er ließ sich als Geschäftsmann in den Vereinigten Staaten nieder und wurde im Alter von 54 Jahren in seinem Haus ermordet. Die Tat wurde bislang nicht aufgeklärt.